# 케텔 마르테
케텔 리카드로 마르테 발데스(스페인어: Ketel Ricardo Marte Valdez, 1993년 10월 12일 ~ )는 도미니카 공화국 출신의 야구 선수이자, 현재 미국 메이저 리그인 애리조나 다이아몬드백스의 선수이다.